# دکترین
دُکتُرین (به لاتین: Doctrine) یا رَهنامه مجموعه‌ای از باورها، رَهنمودها و آموزه‌های توصیفی است به شرط آنکه برای مقصودی عملیاتی سازمان یابند و نقش راهنما و چهارچوب را بازی کنند.  دکترین، فراتر از راهبرد و بنابراین فراتر از سیاست و خط مشی است. دکترین‌ها به ناچار دیر یا زود از ایدئولوژی‌ها زاده می‌شوند.

## دکترین سیاسی
دکترین سیاسی نوعی از جهان‌بینی ساخته و پرداخته شخص یا گروهی است که برنامه‌های سیاسی ایشان بر اساس آن پایه و بنیاد گرفته باشد. دکترین سیاسی عبارت از تنظیم یک جانبه اصولی است که بر طبق آن دولت‌ها مشی خود را، به ویژه در روابط بین‌المللی، یک جانبه تعیین می‌کنند.
کسی که از دکترین معینی سخت و یک جانبه پیروی می‌کند دکترینِر (به انگلیسی: Doctrinaire) گفته می‌شود. خشک باوری، جزم‌باوری که عموماً در بسیاری جوامع صفت مثبتی محسوب نمی‌شود.

## چند نمونه از دکترین‌های معروف
- دکترین برژنف
- دکترین نظامی
- دکترین ترومن
- دکترین مونرو
- دکترین شوک
- دکترین ضاحیه
- دکترین یوشیدا
- دکترین سیناترا
- دکترین پیرامون
- دکترین حقوقی

## دکترین استراتژیک
دکترین استراتژیک یا همان دکترین نظامی که در معنی عام کلمه به همه چیز یک دانایی و روش را می‌گویند که تمام رساندن استراتژی به تکنیک را اطلاق می‌شود دکترین داری فلسفه مندی بوده و جهان‌بینی و حکمت ریشه این مهم می‌باشد ایدیولوژی خود رشد یافته‌ای از دکترین هست که موجب ایجاد دکترین‌ها می‌شود که در نسبت با مقدم زیر دکترین محسوب می‌شوند. دکترین چگونگی شرکت نیروهای نظامی در لشکرکشی‌ها، عملیات‌های عمده، نبردها و درگیری‌ها را به طور مختصر بیان می‌کند.

## ابهام زدایی
کلمه‌های دکترین و دکتر (عنوان) که لقبی دانشگاهی است، با اینکه ریشه بسیار دور و مشترک در زبان لاتین دارا هستند، در معنای علمی یا مصرف عمومی در زبان‌ها، هیج ربطی با یکدیگر ندارند. به این خاطر گویش رایج «دوکتُرین» در فارسی اشتباه است.